# Covivienda

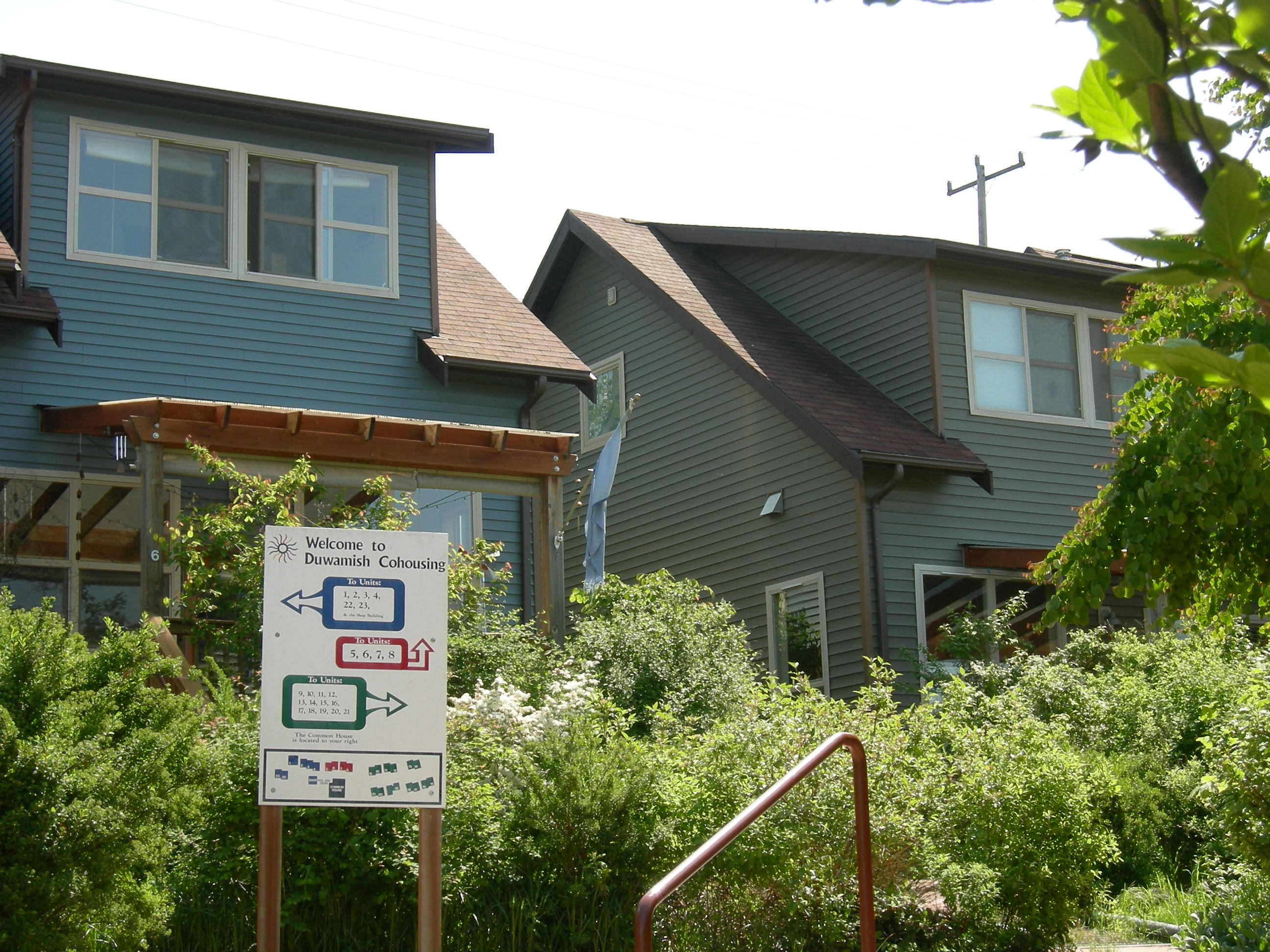
En la fotografía se pueden identificar construcciones de tipo residencial rodeadas de áreas comunes, además de valla informativa sobre la ubicación de las distintas viviendas en el área total de la covivienda.

Una covivienda (en inglés, cohousing) es una clase de comunidad intencional compuesta de casas privadas complementadas y agrupadas con extensos espacios comunitarios. Una comunidad de covivienda está planeada y manejada por su residentes propietarios o usuarios, que son grupos de personas que anhelan mayor interacción con sus vecinos. Los espacios comunitarios varían pero usualmente incluyen una gran cocina y comedor donde los residentes toman turnos para cocinar para la comunidad. Otros espacios pudieran incluir una lavandería, espacio para niños, oficinas, accesos a la red, sala de juegos, sala de televisión, taller o cuarto de herramientas y gimnasio, salón de reuniones y sala de exposiciones. Por medio del diseño espacial y de las actividades sociales y administrativas compartidas, la covivienda facilita la interacción entre vecinos en beneficios sociales y prácticos. Existen también beneficios económicos y ambientales al compartir recursos, espacios y objetos.

## Orígenes de la covivienda
La teoría moderna de la covivienda se originó en Dinamarca en los años 1960s entre el arquitecto  Jan Gudmand-Høyer y un grupo de familias que estaban insatisfechas con las viviendas existentes y con formas de comunidades que sentían no cumplir con sus necesidades. El concepto fue introducido en los Estados Unidos por los arquitectos norteamericanos Kathryn McCamant y Charles Durrett, que visitaron varias comunidades de covivienda en Dinamarca y escribieron un libro al respecto, Cohousing: A Contemporary Approach to Housing Ourselves. Existen muchas comunidades de covivienda en Dinamarca y otros países nórdicos europeos. Existen cerca de 84 comunidades operando en los Estados Unidos con otras 100 en etapa de planeación o construcción. En Canadá, existen 7 comunidades operando y aproximadamente 15 en proceso de planeación o construcción.

## Diseño
Ya que las comunidades de covivienda se planean en su contexto, una clave fundamental de este modelo es su flexibilidad ante las necesidades y valores de sus residentes y ante las características del sitio. La covivienda puede ser urbana, suburbana y rural. La forma física es generalmente un conjunto compacto, pero varía desde apartamentos bajos, casas juntas o casas aisladas. Tienden a ubicar los autos en la periferia, lo cual promueve el caminar a través de la comunidad e interactuar con los vecinos, como también una mayor seguridad para los niños y sus juegos dentro de la comunidad. Otra característica son los espacios verdes compartidos, ya sean jardines, áreas de juego, o lugares de reunión. Cuando existe terreno disponible en adición al necesario para la edificación física, las edificaciones usualmente se agrupan para dejar la mayor cantidad posible de área “abierta” para uso común. Ofreciendo así, una alternativa ante el problema de crecimiento suburbano.
Además de la postura de crear nuevas proyectos de base (aun cuando se rehabiliten algunas edificaciones existentes en el lugar), existe también la idea de comunidades de “reutilización”, en la cual los vecinos crean comunidades intencionales al utilizar construcciones existentes adyacentes, removiendo bardas, aún en casos cuando ya vivan en ellas, para luego crear espacios comunitarios, como una “casa común”. Un ejemplo de este tipo es la covivienda “N Street Cohousing” en Davis, California, que se gestó antes de que el término covivienda se popularizara.
La covivienda difiere de algunos tipos de comunidades intencionales por el hecho que los residentes no tienen una economía compartida, ni tienen enfoques religiosos o sectarios, sino a cambio, los residentes invierten en un capital social y el interés común de la localidad donde se encuentran. Para manejarse, emplean una estructura no-jerárquica y el modelo de decisión por consenso. Los individuos toman papeles de liderazgo al tomar responsabilidad en algún aspecto, como cocina, limpieza, jardinería u organización o facilitación de las juntas.

## Forma de propiedad
Las comunidades de covivienda típicamente tienen una de las tres formas legales existentes de propiedad: propiedad privada con áreas comunes en propiedad de la asociación de residentes; condominio, y cooperativas de vivienda, de consumo o sociales 
. La propiedad de condominio (con usufructo temporal) es la más común porque se ajusta a los modelos de las instituciones financieras y de registro público de propiedad para estructuras de vivienda con múltiples propietarios. Las instituciones financieras otorgan créditos más fácilmente en esquemas de propiedad privada o condominial que en copropiedad.
La covivienda difiere de los desarrollos de condominios tradicionales o subdivisiones condominiales en que el desarrollo está diseñado por, o con considerable aportación de sus futuros residentes. El proceso de diseño invariablemente enfatiza conscientemente las relaciones sociales entre los residentes. Las instalaciones comunitarias están basadas en las necesidades reales de los residentes, más que en las ideas del desarrollador pensando en hacer atractiva su venta. La especulación inmobiliaria en las coviviendas es típicamente muy baja, y usualmente existe listas de espera de unidades disponibles.

## Características de la covivienda
Los proyectos de covivienda promueven un modelo de sostenibilidad ecológica y financiera. 
Este tipo de viviendas tratan de minimizar el impacto medioambiental reduciendo el consumo energético. Son viviendas autosuficientes que tratan de generar la energía que consumen que controlan el gasto que se realiza a tiempo real de electricidad y agua.

## Situación en España
Las primeras iniciativas de comunidades de covivienda fueron en Cataluña.  Entre las pioneras y en funcionamiento está La Muralleta, en Santa Oliva (Bajo Panadés), la cooperativa se constituyó en 2001, desde 2012 están construidas las dieciséis viviendas de la primera fase y actualmente está en marcha la segunda fase que consta de seis viviendas más y la finalización de las instalaciones comunes.   Otros proyectos exitosos son La Borda en Can Batlló, Torrent Viu en el barrio de Sarrià, ambos en la ciudad de Barcelona.
El cohousing senior, específicamente orientado a personas mayores, tuvo su primera manifestación en el Residencial Santa Clara, en Málaga. Este proyecto es reconocido como el primer cohousing senior consolidado en España, con un modelo basado en la colaboración, el envejecimiento activo y la sostenibilidad. Poco más tarde, otras iniciativas pioneras como Trabensol (Torremocha del Jarama, Madrid), en funcionamiento desde 2013, se convirtieron en referentes nacionales, ampliando las opciones para la jubilación activa y la vida en comunidad. En febrero de 2016, se inauguró el Centro Residencial Convivir, en Horcajo de Santiago (Cuenca).
En la actualidad, existen múltiples proyectos de cohousing senior e intergeneracionales en España, ya sea en funcionamiento o en fases avanzadas de desarrollo. Algunos de ellos son:
- Abante Jubilar Sevilla (Mairena del Aljarafe, Sevilla)
- Axuntase (Oviedo, Asturias)
- Brisas del Cantábrico (San Miguel de Meruelo, Cantabria)
- Centro de Convivencia Cooperativa (Tres Cantos, Madrid)
- Cohousing Bustarviejo (Bustarviejo, Madrid)
- Cohousing Cosmos de Rivas (Rivas, Madrid)
- Convivir (Horcajo de Santiago, Cuenca)
- Entrepatios (Madrid)
- Fuente de la Peña (Jaén)
- Lagungarri (Murgia, País Vasco)
- La Borda (Barcelona)
- La Muralleta SCCL (Santa Oliva, Tarragona)
- Los Milagros Residencial Santa Clara (Málaga)
- Olivar Plaza (Gines, Sevilla)
- Profuturo (Valladolid)
- Puerto de la Luz (Málaga)
- Vacaciones Permanentes (Alfara de la Baronía, Valencia)
- Villa Rosita (Torrelodones, Madrid)

Estas comunidades reflejan la diversidad geográfica y organizativa del cohousing senior en España, ofreciendo alternativas para una vida activa y colaborativa en la etapa de jubilación.
En los últimos años, han surgido numerosas iniciativas relacionadas con la covivienda (cohousing) en España. Estas incluyen la creación de nuevas comunidades, empresas y cooperativas que buscan responder a la creciente demanda de este modelo habitacional. Entre las iniciativas destacadas se encuentra la cooperativa Sostre Cívic, que promueve proyectos de covivienda basados en la cesión de uso. Asimismo, se han desarrollado proyectos de investigación como los proyectos MOVICOMA y Sites Cohousing-Iberia, enfocados en estudiar el fenómeno del cohousing en el contexto español, y la elaboración de mapas para identificar y clasificar comunidades según su fase de desarrollo.
Paralelamente, han aparecido iniciativas empresariales autodenominadas “cohousing senior”, cuya intencionalidad y valores a menudo no se alinean con los principios fundamentales del cohousing. Estas iniciativas suelen tener un enfoque orientado al lucro, careciendo de características esenciales como la autogestión, la democracia participativa, la cesión de uso de las viviendas, la ayuda mutua entre residentes y la ausencia de ánimo de lucro, que son señas de identidad del cohousing.
Para coordinar y fortalecer las iniciativas de cohousing en España, en junio de 2019 se constituyó en Oviedo la Coordinadora Nacional de Cohousing, integrada dentro de la Confederación Española de Cooperativas de Consumidores y Usuarios (HISPACOOP).